# História dos judeus na Índia
A história dos judeus na Índia remonta à história antiga. O judaísmo foi uma das primeiras religiões estrangeiras a chegar à Índia na história segundo registos. Os judeus indianos são uma minoria religiosa da Índia, mas, ao contrário de muitas partes do mundo, têm vivido historicamente na Índia sem qualquer exemplo de antissemitismo por parte da população local.
As comunidades antigas mais bem estabelecidas assimilaram muitas tradições locais por meio da difusão cultural. Enquanto alguns judeus afirmam que seus ancestrais chegaram à Índia durante a época do Reino de Judá, outros se identificam como descendentes das Dez Tribos Perdidas de Israel.
Estima-se que a população judaica da Índia atingiu cerca de 20 000 em meados da década de 1940, e começou a declinar rapidamente devido à sua emigração para Israel depois de sua criação em 1948, sendo comprovada essa informação no último censo, realizado em 2011. O governo indiano contabilizou apenas 4.429 judeus entre os 1,2 bilhão de habitantes do país, com a maior parte (1.574) residindo em Maarastra.

## Grupos judaicos na Índia

Comunidades judaicas na Índia. As cores mais claras são pré-modernas

Além de judeus expatriados e imigrantes recentes, existem 8 grupos judeus na Índia:

### Judeus de Cochim
O componente Malabar dos judeus de Cochim, de acordo com Shalva Weil, afirma ter chegado à Índia junto com os mercadores do rei Salomão. Os judeus de Cochim estabeleceram-se em Querala como comerciantes. O componente de pele clara é de ascendência judaica europeia, tanto Asquenazes quanto Sefardita.

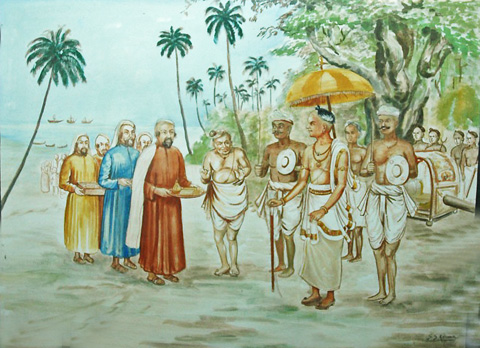
O Rajah de Cranganore recebe os judeus (imagem de 1968)

A mais antiga das comunidades judaicas indianas estava no antigo Reino de Cochim. O relato tradicional é que os comerciantes da Judéia chegaram a Cranganore, um antigo porto perto de Cochim em 562 a.C, e que mais judeus vieram como exilados de Israel no ano 70, depois da destruição do Segundo Templo.

### Judeus Paradesi
Judeus de Chenai (chamados judeus espanhóis e portugueses, judeus Paradesi ou de judeus britânicos) chegaram à Madras (atual Chenai) durante o século XVI. Eles eram empresários de diamantes e descendentes de sefarditas e asquenazes. Após a expulsão da Península Ibérica em 1492 pelo Decreto de Alhambra, algumas famílias de judeus sefarditas finalmente foram para Madras no século XVI. Eles mantiveram conexões comerciais com a Europa e suas habilidades no idioma foram úteis. Embora os sefarditas falassem principalmente ladino (ou seja, espanhol ou judaico-espanhol), na Índia eles aprenderam tâmil e judaico-malaiala com os judeus do Malabar.

### Judeus Musta'arabi
Judeus Nagercoil são os chamados judeus sírios, os judeus musta'arabi eram judeus árabes que chegou ao distrito de Nagercoil e Kanyakumari em 52 D.C junto com a chegada de St. Thomas. A maioria deles eram comerciantes e também se estabeleceram em torno da cidade de Thiruvithamcode. Na virada do século XX, a maioria das famílias fez seu caminho para Cochim e depois migraram para Israel. Em seus primeiros dias, eles mantiveram conexões comerciais com a Europa através dos portos próximos de Colachal e Thengaipattinam, e suas habilidades linguísticas foram úteis para os Reis Travancore. Como historiadores Rev. Daniel Tyerman e George citaram a razão pela qual os judeus escolheram Nagercoil como seu assentamento foi para o clima salubre da cidade e sua significativa população cristã.

### Judeus de Goa
Os judeus de Goa eram judeus portugueses que fugiram para Goa portuguesa após o início da Inquisição portuguesa. A comunidade consistia principalmente de "cristãos-novos" que eram judeus de sangue e se converteram sob a coação da Inquisição. Este grupo foi alvo de forte perseguição com o início da Inquisição Goesa, que levou a julgamento o famoso médico Garcia de Orta, entre outros.

### Judeus Bene Israel
Outro ramo da comunidade Bene Israel residiu originalmente na costa do Concão ao sul de Mumbai até meados do século XVIII, quando muitos se mudaram para Mumbai onde sua primeira sinagoga foi construida em 1796. A maioria deles se mudaram para Israel na segunda metade do século XX.
Segundo suas lendas, eles são descendentes de quatorze judeus sobreviventes de um naufrágio, sete homens e sete mulheres. Os Bene Israel perderam a Torá e a língua hebraica, que recuperaram séculos depois através do contato com os judeus de Cochin.
O ADN dos Bene Israel é uma mistura que ocorreu no segundo milênio (~19-33 gerações atrás) com alguns genes de populações indianas locais e outros que se assemelham às populações judaicas do Médio Oriente, com homens contribuindo comparativamente mais do ADN do Médio Oriente e mulheres com mais ADN indiano. A maioria das mulheres da população fundadora eram indianas.
Os judeus das áreas de Sindh, Punjab e Patan são frequentemente chamados incorretamente de judeus Bani Israel. A comunidade judaica que costumava residir em outras partes do que se tornou o Paquistão (como Lahore ou Peshawar) também fugiu para a Índia em 1947.[carece de fontes?]

### Judeus Baghadadi
Os judeus Baghadadi ("de Bagdá") chegaram à cidade de Surat vindos do Iraque (e outros estados árabes), Irã e Afeganistão cerca de 250 anos atrás.

### Judeus Bnei Menashe
Os Bnei Menashe (Conhecidos como "filhos de Manassés" em hebraico, são os povos Mizo and Kuki de Manipur e Mizoram que são os recém convetidos a nova forma do judaísmo, mas afirma ser descendentes de uma das Dez Tribos Perdidas de Israel; especificamente, um dos filhos de José.

### Bene Efraim
Um pequeno grupo de falantes de Telugu, os Bene Efraim ("Filhos de Efraim" em hebraico) também afirmam ser descendentes de Efraim, de um dos filhos de José e uma das tribos perdidas de Israel. Também chamados de "Judeus de Telugu", as mudanças do grupo para o Judaísmo moderno datam 1981.

## Judeus de Cochim

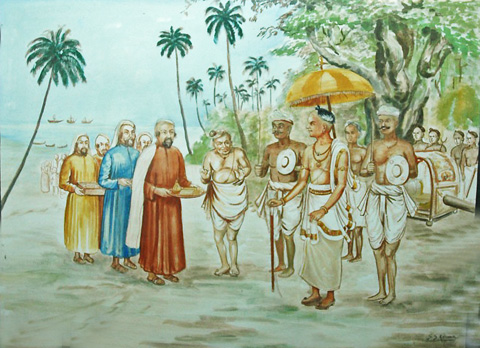
Chegada dos judeus peregrinos em Cochin, em 68 d.c

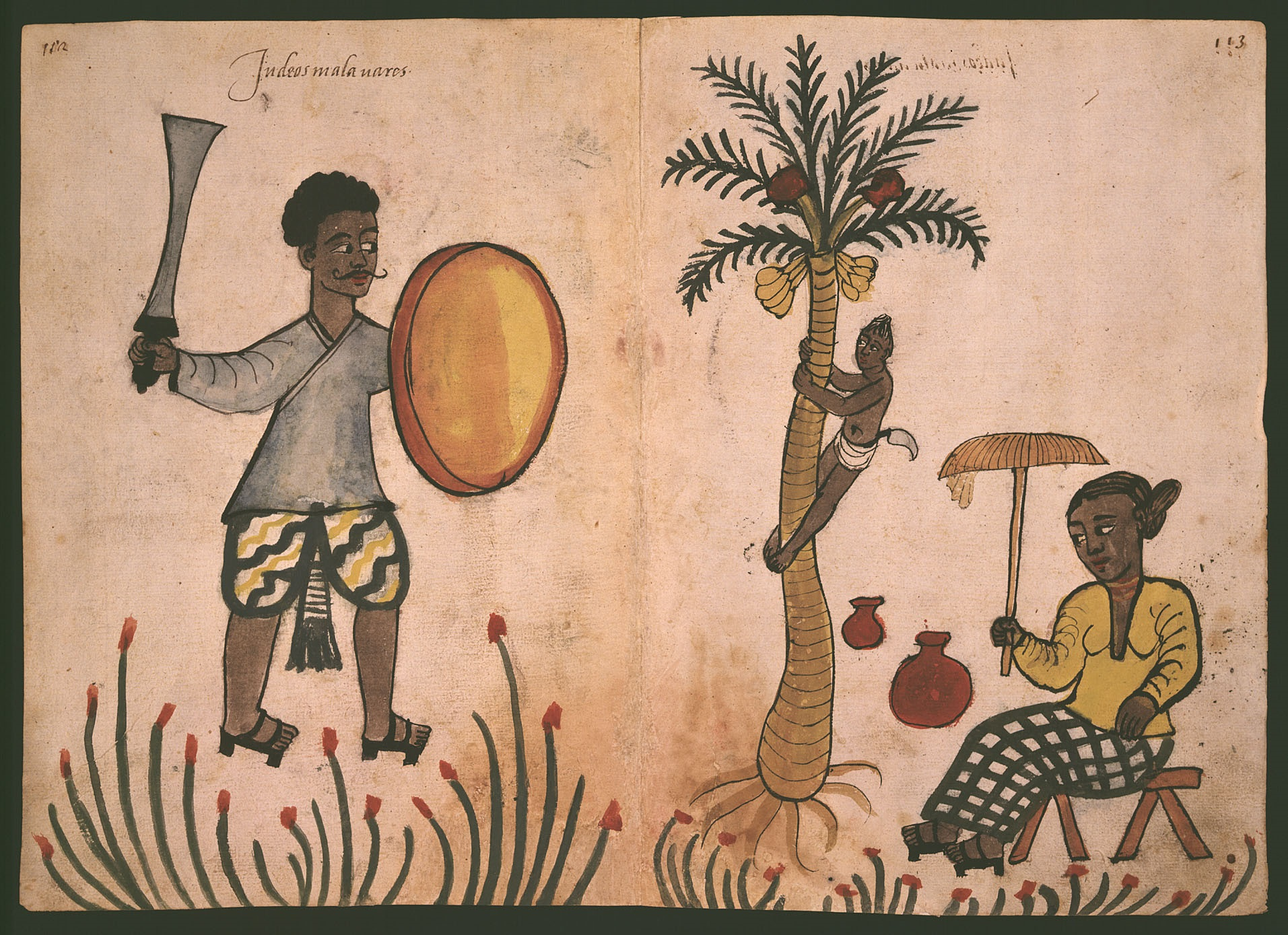
"Judeus Malabenses" retratado pelos portugueses no século XVI

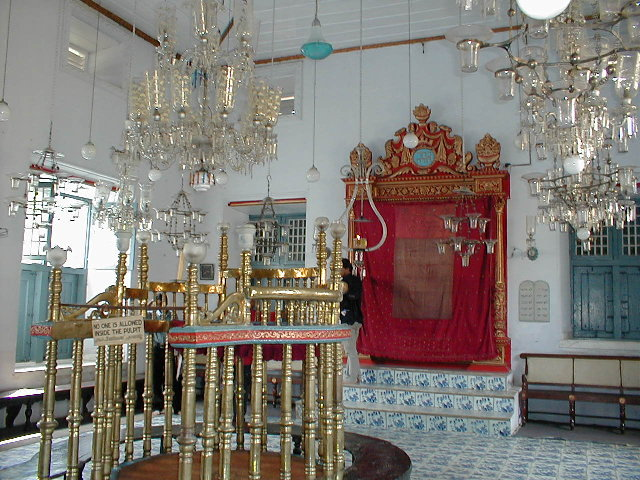
A sinagoga de Paradesi, em Cochim, está ativa desde o século XVI

Possívelmente a mais antiga das comunidades judaicas indianas estava no antigo Reino de Cochim. O relato tradicional é que os comerciantes da Judéia chegaram a Cranganor, um antigo porto perto de Cochin em 562 a.C, e que mais judeus vieram como exilados de Israel no ano 70 d.C, após a destruição do Segundo Templo. Muitos dos ancestrais desses judeus deixaram passar a história de que se estabeleceram na Índia quando o rei hebreu Salomão estava no poder. Esta foi uma época em que madeira de teca, marfim, especiarias, macacos e pavões eram populares no comércio em Cochim. Não há uma data ou razão específica mencionada para explicar por que eles chegaram à Índia, mas os estudiosos hebraicos datam por volta do início da Idade Média. Cochin é um grupo de pequenas ilhas tropicais repletas de mercados e muitas culturas diferentes, como holandesa, hindu, judia, portuguesa e britânica. A distinta comunidade judaica foi chamada de Anjuvannam. A sinagoga ainda em funcionamento em Mattancherry pertence aos judeus Paradesi, os descendentes de sefarditas que foram expulsos da Espanha em 1492, embora a comunidade judaica em Mattancherry adjacente a Fort Cochin tivesse apenas seis membros restantes em 2015.
Central para a história dos judeus de Cochin é seu relacionamento próximo com os governantes indianos, e isso foi eventualmente codificado em um conjunto de placas de cobre que concediam privilégios especiais à comunidade. A data dessas placas, conhecidas como "Sâsanam", é controversa. As próprias placas fornecem uma data de 379 d.C, mas em 1925, a tradição a definia como 1069 d.C., Joseph Rabban de Bhaskara Ravi Varma, o quarto governante de Maliban concedeu as placas de cobre aos judeus. As placas foram inscritas com uma mensagem afirmando que a vila de Anjuvannam pertencia aos judeus e que eles eram os senhores legítimos de Anjuvannam e deveria permanecer deles e ser passada para seus descendentes judeus "enquanto o mundo e a lua existirem". Este é o primeiro documento que mostra que os judeus viviam na Índia permanentemente. Ele é armazenado na sinagoga principal de Cochim. Os judeus estabeleceram-se em Kodungallur (Cranganore) na Costa do Malabar, onde negociaram pacificamente, até 1524. O líder judeu Rabban recebeu o posto de príncipe sobre os judeus de Cochin, dado o governo e a receita de impostos de um pequeno principado em Anjuvannam, perto de Cranganore, e direitos a setenta e duas "casas gratuitas". O rei hindu deu permissão perpétua (ou, na expressão mais poética daqueles dias, "enquanto o mundo e a lua existirem") para que os judeus vivessem livremente, construíssem sinagogas e possuíssem propriedades "sem condições vinculadas".
Um link de volta a Rabban, "o rei de Shingly" (outro nome para Cranganore), era um sinal de pureza e prestígio. Os descendentes de Rabban mantiveram esta comunidade distinta até que uma disputa de chefia estourou entre dois irmãos, um deles chamado Joseph Azar, no século XVI. Os judeus viveram pacificamente por mais de mil anos em Anjuvannam. Após o reinado dos Rabban, o povo judeu não tinha mais a proteção das placas de cobre. Os príncipes vizinhos de Anjuvannam intervieram e revogaram todos os privilégios que o povo judeu recebeu. Em 1524, os judeus foram atacados pelos irmãos mouros (comunidade muçulmana) sob a suspeita de que estavam a mexer com o comércio da pimenta e as casas e sinagogas que lhes pertenciam foram destruídas. Os danos foram tão extensos que, quando os portugueses chegaram, alguns anos depois, restava apenas uma pequena quantidade de judeus empobrecidos. Eles permaneceram lá por mais 40 anos apenas para retornar à sua terra de Cochin.
Em Mala, distrito de Thrissur, os judeus de Malabar têm uma sinagoga e um cemitério, bem como em Chennamangalam, Parur e Ernakulam. Existem pelo menos sete sinagogas existentes em Querala, embora não atendam mais ao seu propósito original.

## Judeus de Madras

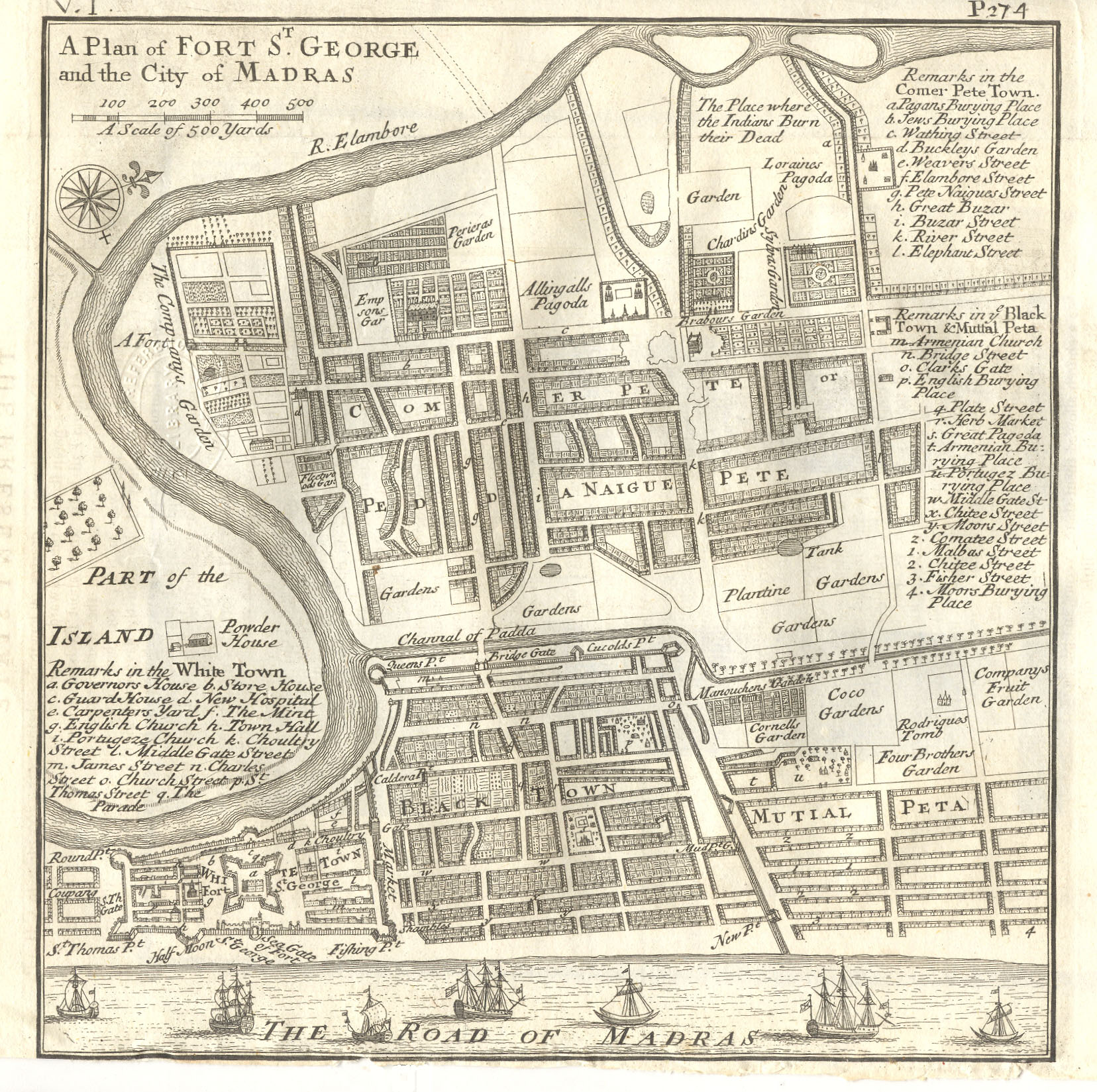
Mapa de Fort St George e de Madras em 1726, com o Cemitério Judaico de Chennai, o Jardim dos Quatro Irmãos, e o túmulo de Bartolomeo Rodrigues.

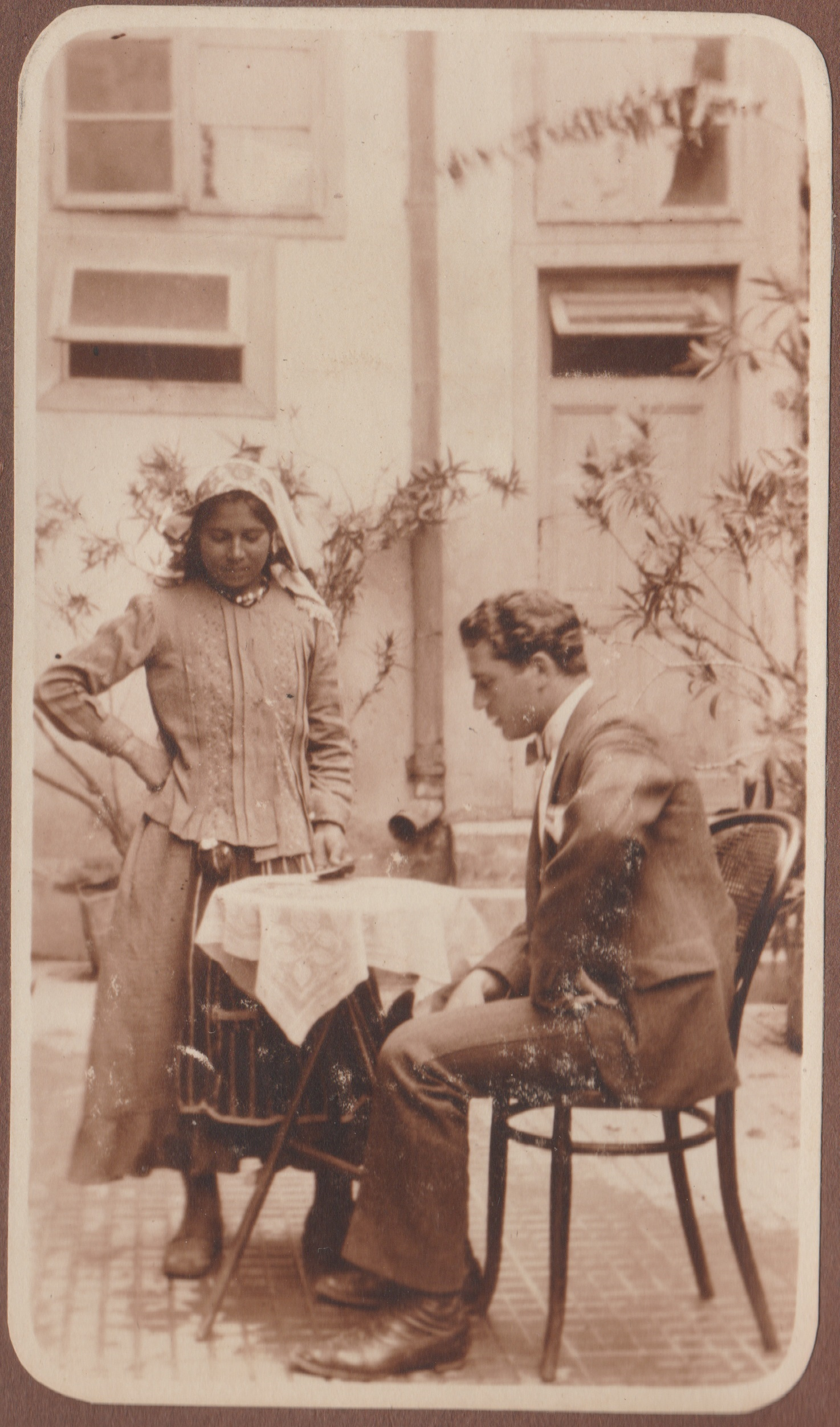
Salomon Halevi (último Rabbi da Sinagoga de Madras) e sua esposa Rebecca Cohen eram judeus paradesi

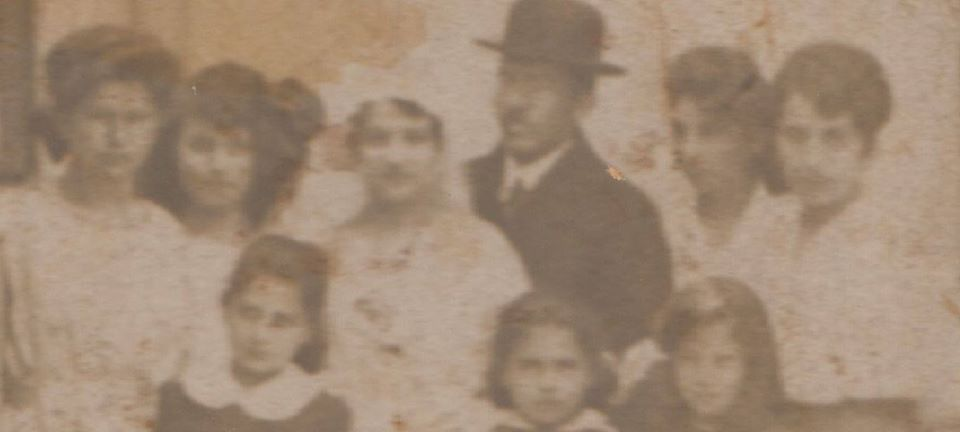
Cohen, sua esposa alemã e filhos eram judeus Paradesi de Madras

Os judeus também se estabeleceram em Madras (agora Chennai) logo após sua fundação em 1640. A maioria deles eram comerciantes de coral de Livorno, Caribe, Londres e Amsterdão que eram de origem portuguesa e pertenciam às famílias Henriques De Castro, Franco, Paiva ou Porto.
Jacques (Jaime) de Paiva (Pavia), originário de Amsterdã, pertencente à comunidade sefardita de Amsterdã, foi um dos primeiros judeus a chegar e o líder da comunidade judaica de Madras. Ele construiu a Segunda Sinagoga de Madras e o Cemitério Judaico de Chennai em Peddanaickenpet, que mais tarde se tornou o extremo sul da Mint Street.
Jacques (Jaime) de Paiva (Pavia) estabeleceu boas relações com os governantes e comprou várias minas de diamantes da Golconda para obter diamantes da Golconda. Através de seus esforços, os judeus foram autorizados a viver dentro do Forte St. George.
De Paiva morreu em 1687 após uma visita às suas minas e foi sepultado no cemitério judeu que tinha estabelecido em Peddanaickenpet, que mais tarde se tornou a Rua da Casa da Moeda a norte. Em 1670, a população portuguesa em Madras era de cerca de 3.000. Antes da sua morte fundou "A Colónia dos Comerciantes Judeus de Madraspatam" com António do Porto, Pedro Pereira e Fernando Mendes Henriques. Isso permitiu que mais judeus portugueses, de Leghorn, Caribe, Londres e Amsterdã, se estabelecessem em Madras. A Coral Merchant Street foi batizada em homenagem aos negócios dos judeus.
Três judeus portugueses foram nomeados vereadores da Madras Corporation. Três - Bartolomeo Rodrigues, Domingo do Porto e Alvaro da Fonseca - também fundaram a maior casa comercial de Madras. A grande tumba de Rodrigues, que morreu em Madras em 1692, tornou-se um marco em Peddanaickenpet, mas foi posteriormente destruída.
Samuel de Castro veio para Madras de Curaçao e Salomon Franco veio de Livorno.
Em 1688, havia três representantes judeus na Corporação Madras. A maioria dos colonos judeus residia na Coral Merchants Street em Muthialpet. Eles também tinham um cemitério, chamado Cemitério Judaico de Chennai na vizinha Peddanaickenpet.

## Bene Israel
Avisos estrangeiros sobre o Bene Israel datam de pelo menos 1768, quando Yechezkel Rahabi escreveu a um parceiro comercial holandês que eles eram comuns na província de Maharatta e observavam duas observâncias judaicas, a recitação do Shema e a observação do descanso do Shabat. Eles afirmam que descendem de 14 judeus, homens e mulheres, igualmente divididos por gênero, que sobreviveram ao naufrágio de refugiados de perseguição ou turbulência política e desembarcaram em Navagaon perto de Alibag, 20 milhas ao sul de Mumbai, cerca de 17 a 19 séculos atrás. Eles foram instruídos nos rudimentos do judaísmo normativo pelos judeus de Cochin. Seu judaísmo é controverso e inicialmente não foi aceito pelo Rabinato em Israel. Desde 1964, entretanto, eles se casaram em Israel e agora são considerados israelenses e judeus em todos os aspectos.
Eles são divididos em subcastas que não casam entre si: a "Kara" de pele escura e a "Gora" de pele clara. Acredita-se que os últimos sejam descendentes diretos dos sobreviventes do naufrágio, enquanto os primeiros são considerados descendentes do concubinato de um homem com mulheres locais. Eles foram apelidados de shanivār telī ("prensadores de óleo aos sábados") pela população local, pois se abstinham de trabalhar aos sábados. As comunidades e sinagogas Bene Israel estão situadas em Pen, Mumbai, Alibag, Pune e Amedabade, com comunidades menores espalhadas pela Índia. A maior sinagoga da Ásia fora de Israel está em Pune (Sinagoga Ohel David).
Mumbai teve uma próspera comunidade Bene Israel até os anos 1950 a 1960, quando muitas famílias da comunidade emigraram para o incipiente estado de Israel, onde são conhecidos como Hodi'im (índios). A comunidade Bene Israel alcançou muitas posições de destaque em Israel. Na própria Índia, a comunidade Bene Israel diminuiu consideravelmente, com muitas das antigas sinagogas caindo em desuso.
Ao contrário de muitas partes do mundo, os judeus têm vivido historicamente na Índia sem qualquer exemplo de antissemitismo por parte da população de maioria local, os hindus. No entanto, os judeus foram perseguidos pelos portugueses durante o controle de Goa.